# Horyzont II
Die Horyzont II ist ein Schul- und Forschungsschiff der Seefahrt-Universität Gdynia.

## Geschichte
Das Schiff wurde unter der Baunummer SBS 6152/1 auf der Werft Gdanska Stocznia „Remontowa“ gebaut. Der Stapellauf fand am 22. Juni 1999 statt. Die Fertigstellung des Schiffes erfolgte am 15. Mai 2000. Getauft wurde das Schiff von Hanna Gronkiewicz-Waltz, die damalige Vorsitzende der polnischen Zentralbank Narodowy Bank Polski. Das Schiff ersetzte die beiden Schiffe Horyzont und Zenit.
Der Rumpf des Schiffes war zunächst für das „Polarex“-Projekt gebaut worden, ein Segelschiff mit zwei Masten, das in erster Linie in den Polargebieten eingesetzt werden sollte. Rund neun Monate im Jahr sollte es für Forschungsaufgaben und die Versorgung von Polarstationen, aber auch touristische Zwecke eingesetzt werden, während es die übrigen drei Monate für die Ausbildung von Seeleuten zur Verfügung stehen sollte. Das Konzept für das Schiff war 1987 von Dariusz Bogucki entworfen worden. Der Rumpf wurde im Mai 1992 zu Wasser gelassen, das Projekt aufgrund fehlender finanzieller Mittel dann aber nicht weitergeführt.
1999 kaufte die Seefahrt-Universität Gdynia den Rumpf, auf dem dann auf der Werft Gdanska Stocznia „Remontowa“ die Horyzont II aufgebaut wurde. Im Zuge des Baus wurde der 46,8 Meter lange Rumpf um rund 10 Meter auf 56,34 Meter verlängert. Finanziert wurde das Schiff aus Mitteln des polnischen Staates und der Universität.

## Einsatz
Das Schiff dient der Seefahrt-Universität Gdynia als Schulschiff für die Ausbildung von Seeleuten. Außerdem wird es als Forschungsschiff und für die Versorgung der Forschungsstation der Polnischen Akademie der Wissenschaften auf Spitzbergen genutzt. An Deck können zwei 20-Fuß-Container mitgeführt werden. Je nach Bedarf können dies Laborcontainer, aber auch Transportcontainer sein.
2000/2001 wurde das Schiff für die Versorgung der polnischen Forschungsstation auf der zu den Südlichen Shetlandinseln gehörenden King George Island eingesetzt. Es legte dabei fast 18.700 Seemeilen zurück. Das Schiff stellte sich aber für die Aufgabe als zu klein heraus.
Im August 2017 wurde mit dem Schiff im Rahmen des Forschungsprojektes „Johann“, das von der EU im Rahmen des Interreg-V-Programms gefördert wird, der Anlauf eines Kreuzfahrtschiffes in eher kleinen Häfen in der südlichen Ostsee simuliert.

## Technische Daten und Ausstattung
Der Antrieb erfolgt durch einen Viertakt-Achtzylinder-Dieselmotor vom Typ Sulzer 8S20UD mit 1280 kW Leistung, der von ZPM H. Cegielski in Posen in Lizenz gebaut wurde. Der Motor wirkt auf einen Verstellpropeller. Das Schiff erreicht eine Geschwindigkeit von 12 kn. Das Schiff ist mit einem Bugstrahlruder mit 125 kW Leistung ausgerüstet.
Für die Stromerzeugung stehen drei von MAN-Dieselmotoren angetriebene Generatoren (301 kW Leistung, 376 kVA Scheinleistung). Als Notgenerator steht ein weiterer Dieselgeneratorsatz, der ebenfalls von einem MAN-Dieselmotor angetrieben wird, zur Verfügung (158 kW Leistung).
An Bord ist Platz für insgesamt 57 Personen (inklusive der 16-köpfigen-Schiffsbesatzung), die in Einzel- und Doppelkabinen untergebracht sind.
Das Schiff ist mit einer Echolot- und Sonaranlage sowie Winden ausgerüstet. An Deck sind zwei Krane installiert, die 2,7 bzw. 8 t heben können.